# Vlastimil Blahák

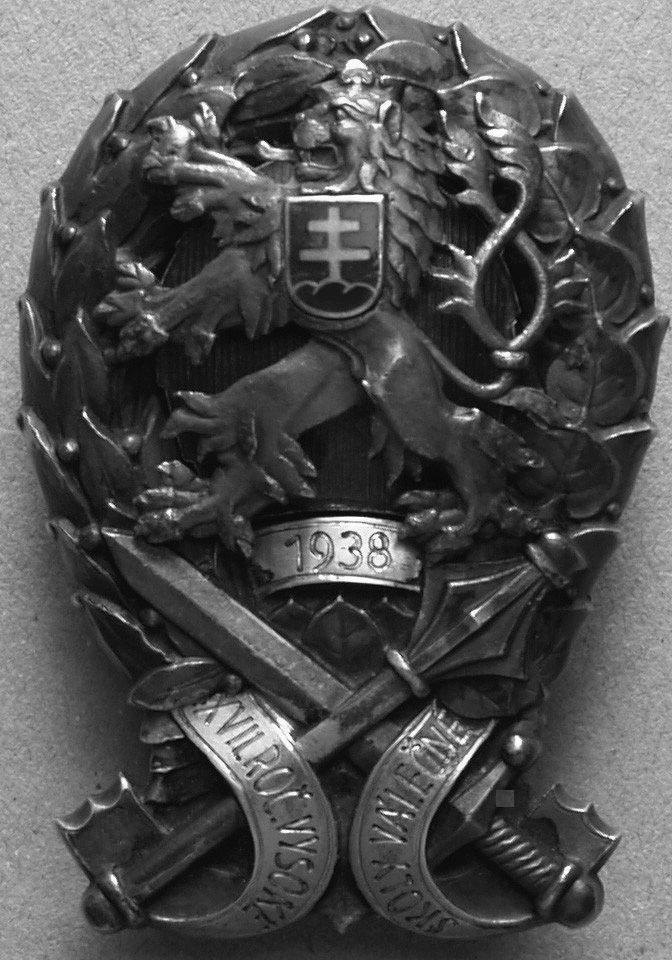
Pamětní odznak absolventa pražské Vysoké školy válečné

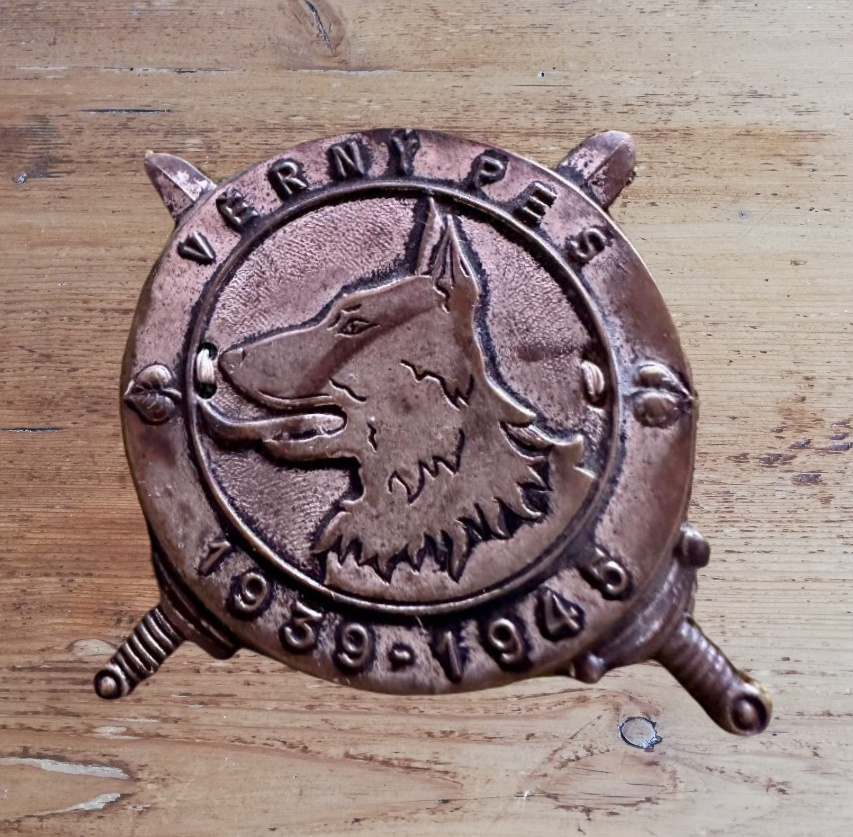
Odznak odbojové skupiny Věrný pes

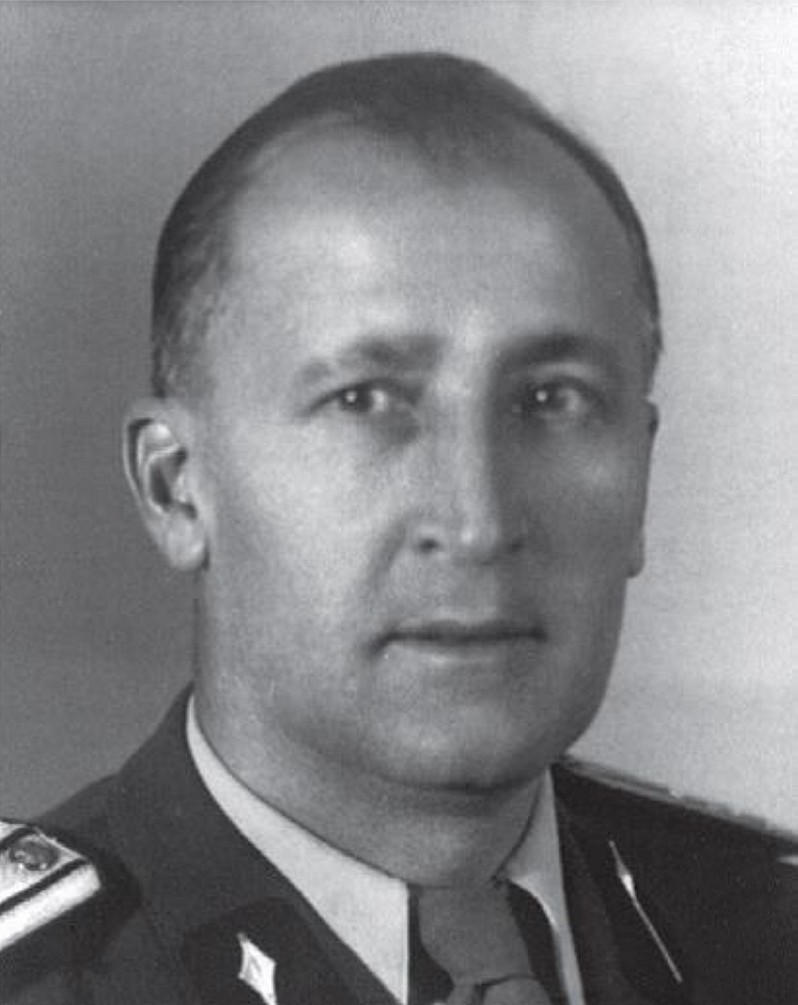
Vlastimil Blahák jako velitel Vojenského zeměpisného ústavu v Praze

Vlastimil Blahák (30. ledna 1905 Tvarožná u Brna – 21. března 1979 Praha) byl český kartograf, zeměměřič (profesor geodézie) a plukovník generálního štábu. Kariéru zahájil jako důstojník ženijního vojska, ale vystudoval zeměměřické inženýrství na ČVUT v Praze. Za druhé světové války se zapojil do protiněmeckého domácího odboje, byl zatčen, vězněn a po útěku z nacistického Německa se v protektorátu zapojil do pražského květnového povstání 1945. Po skončení druhé světové války řídil Vojenský zeměpisný ústav (VZÚ) v Praze. Zabýval se moderními metodami ve fotogrammetrii, geodézii a kartografii, zejména radiovým a akustickým zaměřováním cílů.

## Život

### Rodina, studia, armáda (do března 1939)
Vlastimil Blahák se narodil 30. ledna 1905 v Tvarožné u Brna do početné rodiny jako v pořadí dvanáctý potomek. V době narození byli již dva jeho nejstarší bratři dospělí (věk 20, respektive 22 let) a v první světové válce je jejich silné vlastenecké cítění přivedlo do řad československých legionářů. Mladého Vlastimila ovlivnili nejen svým vlastenectvím, ale podíleli se i na jeho výchově, která se nesla v duchu masarykovské republiky.

#### Ženijní vojsko
Vlastimil navštěvoval obecnou školu v Tvarožné a po maturitě v roce 1924 na reálce v Brně absolvoval Vojenskou akademii v Hranicích a v Litoměřicích, kterou zakončil v roce 1925 jako poručík ženijního vojska. Prvním místem jeho vojenského působení byl 5. ženijní pluk, kam nastoupil jako velitel strojní roty a kde přitom absolvoval topografický kurz. Službou u ženijního vojska prošel v letech 1925 až 1930.

#### ČVUT a práce ve VZÚ
Od roku 1928 studoval na Českém vysokém učení technickém (ČVUT) v Praze, kde v roce 1932 získal titul zeměměřičského inženýra a kde v roce 1936 předložil a obhájil doktorskou práci a získal titul doktora technických věd. Ještě před promocí (v roce 1932) absolvoval v roce 1931 topograﬁcký kurz Vojenského zeměpisného ústavu (VZÚ) a stal se geodetem astronomicko–geodetického odboru (AGO). V letech 1930 až 1940 působil ve Vojenském zeměpisném ústavu (VZÚ) v Praze–Bubenči.

#### Vysoká škola válečná
Následovala vojenská studia na Vysoké škole válečné v Praze (od podzimu 1936) a v roce 1937 v Paříži na L´Ecole militaire. (Tento typ studia v letech 1936 až 1938 znamenal pro Vlastimila Blaháka budoucí perspektivu získání generálské hodnosti v prvorepublikové československé armádě.) V roce 1938 opět pokračoval ve studiu Vysoké školy válečné v Praze a působil na generálním štábu v Praze v hodnosti štábního kapitána.

### Za protektorátu
Po německé okupaci Čech, Moravy a Slezska a po rozpuštění prvorepublikové armády – za Protektorátu Čechy a Morava – si Vlastimil Blahák zařídil v Libochovicích nad Ohří (okres Litoměřice) geodetickou kancelář. Jako deaktivovaný důstojník čs. armády a vlastenec se zapojil do protiněmeckého odporu v převážně vojenských odbojových organizacích operujících v okolí Prahy. Byl zástupcem velitele skupiny „Praha-západ“ v organizaci Obrana národa a v odbojové skupině Věrný pes vykonával jistou dobu funkci zástupce velitele.
Po zatčení v úterý 28. října 1941 byl vězněn na pražském Pankráci, v Drážďanech a v Berlíně (věznice Plötzensee), kde jej Němci 30. listopadu 1942 odsoudili k trestu smrti. Z Berlína–Plötzensee jej převezli do Brandenburgu a odtud (v rámci evakuace v únoru 1945) do Halle. (Na konci druhé světové války bylo město dvakrát vybombardováno – 31. března a 1. dubna 1945 – a pak 17. dubna 1945 obsazeno americkými vojsky.) Odtud se mu v nastalém zmatku (během leteckého náletu) v průběhu převozu (nebo po příjezdu do koncentračního tábora) podařilo uprchnout. Od 20. dubna 1945 až do 1. května 1945 se skrýval u příbuzných nedaleko Prahy, aby se od 2. května 1945 zapojil do organizování pražského květnového povstání.

### Po druhé světové válce

#### Ocenění a povýšení
Za odbojovou činnost proti nacismu a za působení v pražském květnovém povstání byl prezidentem dr. Edvardem Benešem vyznamenán Československým válečným křížem 1939; byla mu propůjčena Československá medaile Za chrabrost před nepřítelem a byla mu udělena Československá medaile za zásluhy v boji (I. stupně – stříbrná). Byl povýšen do hodnosti podplukovníka.

#### Kariéra v armádě a civilním sektoru
Po skončení druhé světové války se Vlastimil Blahák vrátil ke službě v československé armádě, kde nejprve zastával (od roku 1945) funkci zástupce velitele Vojenského zeměpisného ústavu (VZÚ) v Praze a následně od 16. dubna 1948 do 15. května 1951 byl (již v plukovnické hodnosti) velitelem VZÚ. (Současně do srpna 1950 vykonával i funkci náčelníka vojenské zeměpisné služby.) Paralelně s tím byl profesorem na Vysoké škole vojenské a docentem na Českém vysokém učení technickém v Praze.
Po mozkové operaci a roční zdravotní dovolené byl Blahák v roce 1952 penzionován; po svém uzdravení pak od roku 1953 působil jako profesor a vedoucí katedry geodézie, geotechniky a kartograﬁe na nově založené Vysoké škole dopravní nejprve v Praze a pak (po jejím přesunu v roce 1960 na Slovensko) v Žilině. Vlastimil Blahák zemřel 21. března 1979 v Praze ve věku 74 let.

## Obory působnosti
Vlastimil Blahák se ve své odborné práci zabýval zejména radiovým a akustickým měřením délek (cílů) a využitím moderní techniky (mimo jiné i fotogrammetrií) v praktické geodézii a kartografii. Byl autorem osobité metody světelných řezů, která byla určena k použití při zaměřování tunelů. (Blahákova metoda pomocí fotogrammetrie zjišťovala deformaci tunelů a podobných staveb.) 
Publikační činnost Vlastimila Blaháka spočívala nejen v textech zveřejňovaných v odborných časopisech, ale Blahák byl též autorem několika učebnic (Základy geodezie, Užitá kartografie, Astronomické měření almukantarem, Akustické a radiové zaměřování v geodesii a kartografii) a byl též spoluautorem celostátně platné učebnice Geodézie pro posluchače stavebního inženýrství.

## Publikační činnost (výběr)
- BLAHÁK, Vlastimil. Astronomické určení souřadnic lomeným dalekohledem. 1935.[5]
- BLAHÁK, Vlastimil. Letadlo jako měřické stanoviště a jeho vliv na hodnotu měřického snímku. Starý Smokovec: [Vlastimil Blahák], 1949; 45 stran.[5]
- BLAHÁK, Vlastimil. Astronomické měření almukantarem. 1. vydání Praha: Vojen. zeměpisný úst., 1949; 52 stran; Publikace vojenského zeměpisného ústavu (VZÚ); Ř. A. Číslo 1.[5]
- BLAHÁK, Vlastimil. Akustické a radiové zaměřování v geodesii a kartografii: Určeno zeměměřičským technikům. Praha: Státní nakladatelství technické literatury (SNTL), 1955; 183 stran. Řada elektrotechnické literatury slaboproudé.[5]
- BLAHÁK, Vlastimil. Užitá kartografie. I. Vydání 1. Praha: Státní nakladatelství technické literatury (SNTL), 1956; 173 stran. Učební texty vysokých škol (České vysoké učení technické v Praze).[5]
- BLAHÁK, Vlastimil. Základy geodezie: Určeno pro posluchače fakulty provozu a ekonomie dopravy a vojenské fakulty Vysoké školy dopravní. 2. [díl]. 1. vydání. Praha: Státní nakladatelství technické literatury (SNTL), 1962 198 stran; Učební texty vysokých škol.[5]